# 澧阳县
澧阳县，中国古县名。
在湖南省北部，澧水下游。隋朝时置澧阳县，明朝时省入澧州，1912年改澧县。焦柳铁路经过境内，产稻、棉花、小麦、大豆、薯类、蚕茧、鱼类等。

参考文献：1979年版辞海2272页。